# Paranormal Activity 2
Paranormal Activity 2 ist ein US-amerikanischer Horrorfilm, der unter der Regie von Tod Williams und dem Drehbuch von Michael R. Perry im Jahr 2010 produziert wurde. Er ist die Fortsetzung des 2007 erschienenen Films Paranormal Activity und erschien am 22. Oktober 2010 in den Kinos der Vereinigten Staaten, des Vereinigten Königreichs und Kanadas. In Deutschland erschien der Film am 4. November 2010. Auch wenn der Film eine Fortsetzung darstellt, ist er teilweise auch ein Prequel zum ersten Teil.

## Handlung
Der Film beginnt mit einer Homevideo-Aufzeichnung von Katies Schwester Kristi Rey, die ihren neugeborenen Sohn Hunter aus dem Krankenhaus nach Hause bringt. Dieses befindet sich in derselben Gegend wie Katies und Micahs Haus. Durch eine Montage von verschiedenen Aufnahmen erlebt der Zuschauer die ersten Monate im Leben des Jungen mit und lernt Kristis Ehemann Dan, dessen Tochter Ali aus einer früheren Ehe, die mexikanische und spirituell empfängliche Haushälterin Martine und Abby, die Schäferhündin kennen. Die anstehenden Geschehnisse ereignen sich, laut einer Texteinblendung, 60 Tage vor Micahs Tod, womit dem Zuschauer erklärt wird, warum er und Katie im Film auftauchen. Nach einem augenscheinlichen Einbruch, bei dem nichts anderes als eine Kette gestohlen wurde, welche Katie einst für Kristi gebastelt hatte, lässt Dan Kameras im Garten, in Hunters Babyzimmer, in der Küche, dem Treppenhaus, dem Wohnzimmer und an der Haustür installieren.
In der darauffolgenden Nacht beginnen erste Aktivitäten, als die Poolbeleuchtung mitten in der Nacht erlischt. Wiederholt wird die Poolreinigungsmaschine am Beckenrand gefunden. In einer Aufzeichnung wird klar, dass sich diese eigenständig und entgegen aller Schwerkraft aus dem Pool bewegt. Hunter wird durch nächtliches Klopfen beim Schlafen gestört. Pfannen beginnen, wiederholt vom Haken zu fallen und Martine beginnt aufgrund erster spiritueller Vorahnungen mit dem Versuch, das Haus von den bösen Geistern zu befreien und gute Geister hineinzulassen. Als Dan sie jedoch dabei sieht, feuert er sie. Katie und Kristi reden über diese bestimmten Erlebnisse, die sie bereits als Kinder verfolgt hätten (dies wird bereits in Paranormal Activity erwähnt). Ali beginnt damit, die mysteriösen Vorkommnisse zu untersuchen und entdeckt durch Zufall, dass ein Mensch einen Vertrag mit einem Dämon eingehen kann, um so zu Ruhm oder Reichtum zu gelangen. Im Tausch müsse er dem Dämon das Leben des erstgeborenen Sohnes geben. Das junge Mädchen findet auch heraus, dass Hunter der erste männliche Nachkomme seit langer Zeit in Kristis und Katies Familie ist. Bei einer Ouija-Sitzung mit ihrem Freund begreift sie, dass ein solcher Dämon nach Hunter verlangt, da eine Großmutter oder Urgroßmutter aus Kristis Blutlinie womöglich einen solchen Pakt besiegelt hatte.
Kurz danach sitzt Kristi alleine in der Küche. Plötzlich fliegen die Türen von allen Küchenschränken auf. Die Gewalt wird immer stärker, so wird der Familienhund attackiert und anscheinend bewusstlos geschlagen. Während Dan und seine Tochter mit dem Hund zum Tierarzt fahren, bleibt Kristi mit ihrem Sohn alleine im Haus. Sie sieht kurz nach ihm und wird daraufhin von einer unsichtbaren Kraft aus dem Raum, über die Treppen und in den Keller gezogen. Nach über einer Stunde geht plötzlich die Kellertür von selbst auf und die scheinbar besessene Kristi kommt heraus.
Am darauffolgenden Tag ist Ali mit Kristi, die nicht aus dem Bett kommen will, alleine zu Hause. Als das junge Mädchen Klopfgeräusche hört, geht sie in den ersten Stock, nur um Kristi im Babyzimmer sitzend mit einer Bissspur auf ihrem Oberschenkel, ähnlich der von Katie zu finden. Ihr Sohn schreit währenddessen aus unerfindlichen Gründen. Anschließend geht Ali in ihr eigenes Zimmer, da sie von dort ein Geräusch gehört hat. Sie dreht sich um und sieht, dass Kristi das Zimmer ihres Sohnes verlassen hat. Sogleich geht sie zurück, um ihren Halbbruder zu beruhigen, als Kristi im Flur erscheint und Ali befiehlt, von Hunter fernzubleiben. Der Zuschauer sieht Ali weinend im Erdgeschoss sitzen, auf die Ankunft ihres Vaters wartend. Dieser sagt, er müsse sehen, wie es seiner Frau geht und wird von Ali, welche mittlerweile die Aufnahmen von letzter Nacht gesehen hat, angefleht, die Aufnahmen von Kristis Angriff anzuschauen. Dan folgt ihren Bitten und ruft sofort Martine an, welche ein Kreuz vorbereitet, das den Dämon auf einen Blutsverwandten überträgt. Dan plant, ihn auf Katie zu bannen, damit Kristi und Hunter in Sicherheit sind.
Er nähert sich seiner Frau, welche wie versteinert in ihrem Bett sitzt, und will sie mit dem Kreuz berühren, wird jedoch von ihr gebissen. Alle Lichter gehen aus und Dan geht mit dem Kreuz die Treppen runter, um nach dem Baby und Kristi zu sehen, nicht jedoch ohne Ali anzuweisen, oben zu bleiben. Nachdem er sich in der Dunkelheit tastend zu seinem Sohn fortbewegt und dabei einige Dinge umgeworfen hat, findet Dan Hunter in einer Ecke des Kellers sitzend. Er hebt die heruntergefallene Kamera auf und wird von Kristi überrascht, die hinter ihm auftaucht. Sie greift Dan an und schlägt ihm die Kamera aus den Händen. Jedoch schafft er es, seiner Frau das Kreuz auf die Brust zu drücken und so den Dämon aus ihrem Körper zu vertreiben. Der Keller beginnt zu beben und dämonische Schreie sind zu hören. Dan legt Kristi in ihr Bett und verbrennt ein Foto der jungen Katie. Dieses wird später von Micah gefunden.
Drei Wochen später besucht Katie die Familie und erzählt von den Ereignissen, die sich nun bei ihr abspielen. Kristi, welche keine Erinnerung an die Vorkommnisse vor drei Wochen hat, sagt nur, dass die Ereignisse bei ihr aufgehört haben. Katie fährt zu ihrem Haus, wo sie von Micah und seiner neuen Hand-Kamera begrüßt wird, wie in den Eröffnungsszenen des Vorgängers zu sehen ist. Die nächste Szene ist die Nacht nach Micahs Tod durch seine besessene Frau. Diese begibt sich blutbefleckt zum Haus ihrer Schwester, bricht Dan das Genick und schleudert Kristi mit einem tödlichen Handschlag gegen die Wand. Danach verlässt sie den Ort des Geschehens mit Hunter im Arm.
Im Abspann wird erwähnt, dass Ali bei der Rückkehr von einem Schulausflug Dan und Kristi ermordet vorfindet, während Katies und Hunters Aufenthaltsort unbekannt ist.

## Produktion
Paramount und DreamWorks beauftragten Michael R. Perry die Fortsetzung von Paranormal Activity, welche am 22. Oktober 2010 erschien, zu schreiben. Oren Peli, der Regisseur des ersten Films, ist in Paranormal Activity 2 nun als Produzent zuständig. Kevin Greutert, Regisseur von Saw VI, war ursprünglich für den Einsatz als Regisseur an der Fortsetzung geplant, doch aufgrund einer speziellen Klausel in seinem Vertrag mit Lionsgate, wurde er als Regisseur für die Fortsetzung Saw 3D eingesetzt.
Die beiden Hauptcharaktere aus dem ersten Film, Katie Featherston und Micah Sloat spielen auch in der Fortsetzung wieder mit.
Die Produktion startete im Mai 2010 mit Tod Williams als Regisseur.
Die drei Mio. Dollar teure Produktion spielte in den USA 84,7 Mio. Dollar und weltweit insgesamt 177,5 Mio. Dollar ein. Bereits am US-Startwochenende spielte der Film 40,7 Mio. Dollar ein und setzte damit einen Horrorfilm-Rekord, der erst ein Jahr später von der Fortsetzung Paranormal Activity 3 (Einspielergebnis am Startwochenende: 54 Mio. Dollar) gebrochen wurde.

## Fortsetzung
Der dritte Teil der Reihe kam als Paranormal Activity 3 am 21. Oktober 2011 in die amerikanischen, und am 3. November 2011 in die deutschen Kinos.